# Rexel
Rexel — французская компания, занимающаяся оптовой торговлей электрооборудованием. Штаб-квартира расположена в XVII округе Парижа.

## История
Компания была основана в 1967 году под названием Compagnie de Distribution de Matériel Electrique (CDME). С 1983 года акции компании котируются на Парижской фондовой бирже. В 1993 году CDME объединилась с Groupelec Distribution и сменила название на Rexel; в том же году был куплен контрольный пакет акций американской компании Willcox & Gibbs, переименованной в Rexel Inc. В 1998 году Rexel вышла на рынки Австралии и Новой Зеландии, в 1999 году деятельность была расширена в страны Восточной Европы. В 2000 году было создано совместное предприятие в КНР Rexel Hailongxing.
В 2006 году в США была куплена компания GE Supply, дистрибьюторское подразделение General Electric. В 2008 году была поглощена нидерландская компания Hagemeyer.

## Деятельность
Оборот компании за 2023 год составил 19,2 млрд евро, на предприятия сферы обслуживания пришлось 46 % продаж, на промышленные предприятия — 28 %, на жилое строительство — 26 %. Половину продаж принесли операции в Европе, 43 % — в США и Канаде, остальное — в Индии, КНР, Австралии, Новой Зеландии и Катаре.
Компания в основном специализируется на низковольтном оборудовании, включая распределительные системы и преобразователи напряжения, осветительное оборудование, кабели, комплектующие для промышленности, электроинструменты, измерительные приборы, зарядные станции для электромобилей, солнечные батареи, оборудование для обогрева, вентиляции и кондиционирования воздуха, телекоммуниционное оборудование и системы безопасности.
В списке крупнейших публичных компаний мира Forbes Global 2000 за 2024 год Rexel заняла 1171-е место.